# Факини (Виченца)
Факини је насеље у Италији у округу Виченца, региону Венето.
Према процени из 2011. у насељу је живело 190 становника. Насеље се налази на надморској висини од 385 м.